# Henri Beau
Henri Beau (ur. 27 lipca 1863 w Montrealu, zm. 15 maja 1949 w Paryżu) – kanadyjski malarz.

## Życiorys
Studiował w École des Arts et Manufactures w Montrealu i (1880-1881) w École des Beaux-Arts w Paryżu pod kierunkiem J.L. Gérôme'a, 1884-1886 mieszkał w USA, gdzie w San Francisco zajmował się kolorowaniem rycin. W 1886 wrócił do Montrealu, wkrótce udał się do Paryża, gdzie studiował w Académie Julian. W latach 90. XIX w. wystawiał swoje pierwsze obrazy. Od 1888 mieszkał w Paryżu, powracając do Montrealu 1900-1902 i 1904-1906. Początkowo był przedstawicielem akademizmu, ok. 1900 wykonał dekorację malarską kaplicy Sacre-Coeur w katedrze Notre-Dame w Montrealu. Malował sceny z historii Kanady, widoki historycznych portów francuskich tworzone na zlecenie kanadyjskiego rządu ok. 1915–1938). Później zwrócił się ku impresjonizmowi, zwłaszcza ku stylowi Pissarra i Sisleya - malował widoki francuskiej wsi, akty i portrety (Kobieta z parasolem 1897, Piknik 1905).